# DNxHD
DNxHD (Digital Nonlinear Extensible High Definition) ist ein von Avid entwickeltes Datenformat für verlustbehaftet komprimierte Videodaten. Das Ziel von DNxHD ist es, trotz geringer Verarbeitungskomplexität und niedriger Datenraten (im Vergleich zu unkomprimierten Video), eine hohe Qualität zu liefern. Das Einsatzgebiet von DNxHD war ursprünglich der Videoschnitt in der Postproduktion (als „intermediate format“). Inzwischen wird DNxHD, insbesondere in den höherwertigen Varianten, in der gesamten Produktionskette – also sowohl für die Aufnahme als auch in der Postproduktion – genutzt. Ein DNxHD-Datenstrom ist typischerweise in einem MXF-Container verpackt, kann aber auch von anderen Containerformaten umhüllt werden. DNxHD ist die Grundlage der SMPTE-Spezifikation VC-3. Das Institut für Rundfunktechnik (IRT) hat das DNxHD-Format neben weiteren (AVC-Intra, Apple ProRes, HDCAM SR) für den Einsatz bei hochauflösenden Premium-Produktionen von ARD, ZDF, ORF und SRG zugelassen und bescheinigt ihm selbst bei niederen Datenraten ein gutes Multigenerationsverhalten.

## Technischer Aufbau
Technisch ist DNxHD als Intraframe-Videoformat (siehe auch Motion JPEG) aufgebaut, in dem jedes Bild unabhängig von seinen Nachbarbildern kodiert wird. Dadurch kann die Komplexität des Videoformats niedrig gehalten werden, jedoch auf Kosten einer möglichst niedrigen Datenrate. Jedes Bild verfügt über einen Zeitstempel und eine eindeutige ID. DNxHD unterstützt einen Alphakanal, sowie unterschiedliche Farbtiefen, Farbräumen und Datenraten.

## Formate
DNxHD bietet für die Auflösungen 1280 × 720 und 1920 × 1080 jeweils unterschiedliche Qualitätslevel an.
| Kurzbezeichnung | Auflösung in Pixel | Bildfrequenz in fps | Farbtiefe in Bit | Farbunterabtastung | Datenrate in MB/s | Datenrate in Mbit/s |
| --------------- | ------------------ | ------------------- | ---------------- | ------------------ | ----------------- | ------------------- |
| DNxHD 365x      | 1920 × 1080        | 25p                 | 10               | 4:4:4              | 45,87             | 367                 |
| DNxHD 185x      | 1920 × 1080        | 25p                 | 10               | 4:2:2              | 23,00             | 184                 |
| DNxHD 185       | 1920 × 1080        | 25p                 | 8                | 4:2:2              | 23,00             | 184                 |
| DNxHD 120       | 1920 × 1080        | 25p                 | 8                | 4:2:2              | 15,12             | 121                 |
| DNxHD 85        | 1920 × 1080        | 25p                 | 8                | 4:2:2              | 10,50             | 84                  |
| DNxHD 36        | 1920 × 1080        | 25p                 | 8                | 4:2:2              | 4,50              | 36                  |
| DNxHD 90x       | 1280 × 720         | 25p                 | 10               | 4:2:2              | 11,50             | 92                  |
| DNxHD 90        | 1280 × 720         | 25p                 | 8                | 4:2:2              | 11,50             | 92                  |
| DNxHD 60        | 1280 × 720         | 25p                 | 8                | 4:2:2              | 7,50              | 60                  |
| DNxHD 45        | 1280 × 720         | 25p                 | 8                | 4:2:2              | 5,70              | 43                  |

DNxHR ist eine Weiterentwicklung für Auflösungen 2K, UHD und 4K. DNxHR bietet für unterschiedliche Auflösungen jeweils unterschiedliche Qualitätslevel an.
| Kurzbezeichnung | Auflösung in Pixel | Bildfrequenz in fps | Farbtiefe in Bit | Farbunterabtastung | Datenrate in MB/s | Datenrate in Mbit/s |
| --------------- | ------------------ | ------------------- | ---------------- | ------------------ | ----------------- | ------------------- |
| DNxHR 444       | 4096 × 2160        | 25p                 | 12               | 4:4:4              | 185,25            | 1482                |
| DNxHR HQX       | 4096 × 2160        | 25p                 | 12               | 4:2:2              | 92,68             | 741                 |
| DNxHR HQ        | 4096 × 2160        | 25p                 | 8                | 4:2:2              | 92,68             | 741                 |
| DNxHR SQ        | 4096 × 2160        | 25p                 | 8                | 4:2:2              | 61,23             | 489                 |
| DNxHR LB        | 4096 × 2160        | 25p                 | 8                | 4:2:2              | 19,04             | 152                 |

## Produkte
Der Quellcode von DNxHD kann frei eingesehen und verwendet werden, eine kommerzielle Implementierung ist jedoch lizenzpflichtig. Ein QuickTime-Plugin von Avid erlaubt die Kodierung und Dekodierung von DNxHD auf Windows- und Apple-Plattformen. Das Open-Source-Projekt FFmpeg unterstützt DNxHD ab der Version 0.5, wodurch DNxHD mit 8 Bit Farbtiefe auch auf Linux-Plattformen kodiert und dekodiert werden kann; seit Juli 2011 wird die Farbtiefe von 10 Bit unterstützt.
Neben Avid unterstützen auch andere Hersteller DNxHD:
- Festplattenrecorder AJA KiPro
- Kamera Ikegami Editcam HD[5]
- Digitaler Videorekorder von Cinedeck[6] und OpenCubeTech[7] und Blackmagic Design HyperDeck Shuttle 2[8]
- Grafikkarte von Matrox[9]
- Videoserver von EVS[10]
- Integrierter Schaltkreis von Nethra[11]

## HD-Intraframe-Videoformate
- Apple ProRes, ein HD-Intraframe-Videoformat von Apple für den Videoschnitt in der Postproduktion.
- AVC-Intra, ein HD-Intraframe-Videoformat von Panasonic für Aufnahmegeräte, jedoch auch für den Videoschnitt.
- Motion-JPEG 2000, ein auf JPEG 2000 basierender HD-Intraframe-Videoformat. Verwendung im Digitalkino.